# Classe W (1914)
Pour les autres classes de navires du même nom, voir Classe W.
La classe W est une classe de 4 sous-marins expérimentaux construite par la Royal Navy pendant la Première Guerre mondiale et propulsée par moteur Diesel.

## Conception
Cette classe W est basée sur le dessin des bateaux français Schneider-Laubeuf. La conception des W3 et W4 a été fortement modifiée pour répondre aux exigences de la Royal Navy, ce qui a permis de surmonter certaines des lacunes de la conception "sur étagère". En particulier, les systèmes de lancement latéral de torpilles dits « collier de largage Drzewiecki » ont été supprimés sur ces deux derniers sous-marins.

## Service
Seuls quatre sous-marins de classe W ont été construits entre 1913 et 1916. Les deux premiers bateaux ont pris 15 et 17 mois à construire, ce qui était à l'époque un exploit remarquable par rapport à d'autres périodes de construction.
La classe W avait de très bonnes performances, avec un excellent contrôle de la plongée et des systèmes efficaces de ventilation et d'inondation. La classe W avait des problèmes d'habitabilité, mais à part cela, c'étaient de bons sous-marins.
Les quatre sous-marins de la classe W ont été transférés en août 1916 à la marine royale italienne, où ils ont conservé leur numérotation. Après l'achat par les Italiens, l'armement a été augmenté avec l'installation d'un canon antiaérien.

## Les sous-marins de classe W
- HMS W1 : lancé le 19 novembre 1914
- HMS W2 : lancé le 15 février 1915
- HMS W3 : lancé le 1er avril 1915
- HMS W4 : lancé le 26 novembre 1915